# Чига
Чигата (Acipenser ruthenus) е сладководна риба от семейство Есетрови (Acipenseridae). Тя е най-малката от това прастаро семейство риби. В България се среща само в Дунав, типична дънна риба, която обича каменисто и чакълесто дъно. На дължина достига до 125 cm, а на тегло – 16 кг. Храни се с ларви, дребни мекотели и червеи. Хваща се рядко на дънни въдици за бяла мряна в Дунав. Като всички есетрови е с деликатесно, чисто месо и ценен черен хайвер.